# Socket 3
Socket 3は、各種のx86マイクロプロセッサ向けの、CPUソケットの形式である。

## 概要
一般的には、Socket 3は数値演算コプロセッサ（この場合は487）向けの第二のソケットの近くに存在する。インテルが低電圧マイクロプロセッサを開発したことにより、Socket 3が作られる事となった。Socket 2に対するアップグレードであり、3VのCPUを古い5V単一電源のソケットに挿入出来ないように、ピン配列を変更し1本のピンを廃止した。

## 仕様
Socket 3は、237ピンのLIF / ZIFのPGA (19x19) ソケットであり、3.3 Vと5 V、25〜50 MHzの、486SX、486DX、486DX2、486DX4、Pentium OverDriveに対応している。
486 CPUは168ピンであり、Socket 3よりも一回り小さい。486を挿入するときは、ソケットの中央部に合うように挿入し、外周1列のピンが余るようになっている。一方、486用PentiumODP(P24T)は、CPUソケットと同じサイズとなり、すべてのピンを使うようにできている。この点は、Socket 2と同じである。

## 採用製品
CPU
- Intel
  - 486SX
  - 486DX
  - 486DX2
  - 486DX4
  - Pentium OverDrive
- AMD
  - Am486
  - Am5x86

チップセット
- Intel
  - 420 Chipset
- ALi
  - FINALi 486
- SiS
  - 461, 471, 496